# Liste der Baudenkmale in Vahlbruch
In der Liste der Baudenkmale in Vahlbruch sind die Baudenkmale der niedersächsischen Gemeinde Vahlbruch im Landkreis Holzminden aufgelistet.

## Allgemein
In den Spalten befinden sich folgende Informationen:
- Lage: die Adresse des Baudenkmales und die geographischen Koordinaten. Kartenansicht, um Koordinaten zu setzen. In der Kartenansicht sind Baudenkmale ohne Koordinaten mit einem roten Marker dargestellt und können in der Karte gesetzt werden. Baudenkmale ohne Bild sind mit einem blauen Marker gekennzeichnet, Baudenkmale mit Bild mit einem grünen Marker.
- Bezeichnung: Bezeichnung des Baudenkmales
- Beschreibung: die Beschreibung des Baudenkmales. Unter § 3 Abs. 2 NDSchG werden Einzeldenkmale und unter § 3 Abs. 3 NDSchG Gruppen baulicher Anlagen und deren Bestandteile ausgewiesen.
- ID: die Objekt-ID des Baudenkmales
- Bild: ein Bild des Baudenkmales, ggf. zusätzlich mit einem Link zu weiteren Fotos des Baudenkmals im Medienarchiv Wikimedia Commons. Wenn man auf das Kamerasymbol klickt, können Fotos zu Baudenkmalen aus dieser Liste hochgeladen werden:

## Meiborssen
Baudenkmale im Ortsteil Meiborssen.

### Gruppe: Dorfplatz
Die Gruppe „Dorfplatz“ hat die ID 26974157.

| Lage                                      | Bezeichnung              | Beschreibung | ID       | Bild |
| ----------------------------------------- | ------------------------ | ------------ | -------- | ---- |
| Meiborssen 16 51° 54′ 48″ N, 9° 21′ 29″ O | Wohn-/Wirtschaftsgebäude |              | 26805532 | BW   |
| Meiborssen 9 51° 54′ 49″ N, 9° 21′ 29″ O  | Wohn-/Wirtschaftsgebäude |              | 26805516 | BW   |
| Meiborssen 53 51° 54′ 49″ N, 9° 21′ 29″ O | Wohnhaus                 |              | 26805550 | BW   |

### Gruppe: Hofanlage Nummer 4
Die Gruppe „Hofanlage Nummer 4“ hat die ID 26974168.

| Lage                                     | Bezeichnung | Beschreibung | ID       | Bild |
| ---------------------------------------- | ----------- | ------------ | -------- | ---- |
| Meiborssen 4 51° 54′ 50″ N, 9° 21′ 29″ O | Wohnhaus    |              | 26805471 | BW   |
| Meiborssen 4 51° 54′ 50″ N, 9° 21′ 29″ O | Stall       |              | 26805501 | BW   |
| Meiborssen 4 51° 54′ 51″ N, 9° 21′ 29″ O | Scheune     |              | 26805486 | BW   |

## Vahlbruch
Baudenkmale im Ortsteil Vahlbruch.

### Gruppe: An der Kirche
Die Gruppe „An der Kirche“ hat die ID 26974146.

| Lage                                         | Bezeichnung              | Beschreibung                    | ID       | Bild |
| -------------------------------------------- | ------------------------ | ------------------------------- | -------- | ---- |
| An der Kirche 51° 55′ 16″ N, 9° 20′ 28″ O    | Kirche (Bauwerk)         | St.-Matthäus-Kirche             | 26805565 | BW   |
| An der Kirche 51° 55′ 15″ N, 9° 20′ 28″ O    | Kriegsmahnmal            |                                 | 26805583 | BW   |
| An der Kirche 51° 55′ 15″ N, 9° 20′ 29″ O    | Einfriedung              |                                 | 26805597 | BW   |
| An der Kirche 15 51° 55′ 14″ N, 9° 20′ 27″ O | Wohn-/Wirtschaftsgebäude |                                 | 26807332 | BW   |
| An der Kirche 56 51° 55′ 14″ N, 9° 20′ 26″ O | Wohn-/Wirtschaftsgebäude | ehem. Altenteilerhaus zu Nr. 15 | 26807316 | BW   |

### Gruppe: Hofanlage
Die Gruppe „Hofanlage“ hat die ID 26974135.

| Lage                                          | Bezeichnung     | Beschreibung | ID       | Bild |
| --------------------------------------------- | --------------- | ------------ | -------- | ---- |
| In der Grund 20 51° 55′ 17″ N, 9° 20′ 39″ O   | Haupthaus       | Wohnhaus     | 26805647 | BW   |
| In der Grund 20 A 51° 55′ 17″ N, 9° 20′ 38″ O | Altenteilerhaus | Wohnhaus     | 26805661 | BW   |

### Einzeldenkmale
| Lage                                          | Bezeichnung              | Beschreibung | ID       | Bild |
| --------------------------------------------- | ------------------------ | ------------ | -------- | ---- |
| Auf dem Burghof 7 51° 55′ 11″ N, 9° 20′ 29″ O | Wohn-/Wirtschaftsgebäude |              | 26805611 | BW   |
| In der Grund 13 A 51° 55′ 13″ N, 9° 20′ 35″ O | Wohn-/Wirtschaftsgebäude |              | 26805630 | BW   |
| Kirchweg 18 51° 55′ 14″ N, 9° 20′ 32″ O       | Wohn-/Wirtschaftsgebäude |              | 26805675 | BW   |
| Untere Straße 24 51° 55′ 14″ N, 9° 20′ 20″ O  | Wohn-/Wirtschaftsgebäude |              | 26805692 | BW   |